# Campeonato Sudamericano de Baloncesto de 1991
El Campeonato Sudamericano de Baloncesto de 1991 corresponde a la XXXIV edición del Campeonato Sudamericano de Baloncesto. Fue disputado en la ciudad de Valencia, Venezuela, entre el 18 y el 26 de mayo de ese año. Los juegos se disputaron en el Forum de Valencia.
En esta edición, la selección de baloncesto de Venezuela hizo historia al conseguir su primer título en el certamen, al vencer 122-121 en alargue por empate en 112, a su similar de Brasil.

## Equipos
|  |  | Argentina |  |  | Brasil |  |  | Colombia |  |  | Ecuador |  |  |  | Paraguay |  |  | Perú |  |  | Uruguay |  |  | Venezuela |

## Sistema de competición
Las ocho selecciones participantes jugaron en un grupo todos contra todos.

## Fase de grupos

### Grupo X
|   | Equipo    | Pts | J | G | P | PF  | PC  | Dif  |
| - | --------- | --- | - | - | - | --- | --- | ---- |
| 1 | Brasil    | 13  | 7 | 6 | 1 | 813 | 571 | 242  |
| 2 | Venezuela | 13  | 7 | 6 | 1 | 672 | 486 | 186  |
| 3 | Argentina | 13  | 7 | 6 | 1 | 664 | 583 | 81   |
| 4 | Uruguay   | 11  | 7 | 4 | 3 | 634 | 571 | 63   |
| 5 | Colombia  | 10  | 7 | 3 | 4 | 521 | 553 | -32  |
| 6 | Ecuador   | 9   | 7 | 2 | 5 | 516 | 653 | -137 |
| 7 | Paraguay  | 8   | 7 | 1 | 6 | 538 | 692 | -154 |
| 8 | Perú      | 7   | 7 | 0 | 7 | 411 | 660 | -249 |

| 18 de mayo de 1991      | Venezuela               | 103 - 59                | Paraguay                    |  |
| Reporte                 |                         |                         |                             |  |
| Parciales: 55-27, 48-32 | Parciales: 55-27, 48-32 | Parciales: 55-27, 48-32 | Forum de Valencia, Valencia |  |

| 18 de mayo de 1991      | Ecuador                 | 84 - 61                 | Perú                        |  |
| Reporte                 |                         |                         |                             |  |
| Parciales: 44-25, 40-36 | Parciales: 44-25, 40-36 | Parciales: 44-25, 40-36 | Forum de Valencia, Valencia |  |

| 18 de mayo de 1991      | Argentina               | 95 - 83                 | Uruguay                     |  |
| Reporte                 |                         |                         |                             |  |
| Parciales: 48-46, 47-37 | Parciales: 48-46, 47-37 | Parciales: 48-46, 47-37 | Forum de Valencia, Valencia |  |

| 18 de mayo de 1991      | Brasil                  | 110 - 72                | Colombia                    |  |
| Reporte                 |                         |                         |                             |  |
| Parciales: 57-27, 53-45 | Parciales: 57-27, 53-45 | Parciales: 57-27, 53-45 | Forum de Valencia, Valencia |  |

| 19 de mayo de 1991      | Venezuela               | 93 - 80                 | Uruguay                     |  |
| Reporte                 |                         |                         |                             |  |
| Parciales: 50-44, 43-36 | Parciales: 50-44, 43-36 | Parciales: 50-44, 43-36 | Forum de Valencia, Valencia |  |

| 19 de mayo de 1991      | Paraguay                | 94 - 73                 | Perú                        |  |
| Reporte                 |                         |                         |                             |  |
| Parciales: 51-30, 43-43 | Parciales: 51-30, 43-43 | Parciales: 51-30, 43-43 | Forum de Valencia, Valencia |  |

| 19 de mayo de 1991      | Brasil                  | 133 - 72                | Ecuador                     |  |
| Reporte                 |                         |                         |                             |  |
| Parciales: 61-29, 72-43 | Parciales: 61-29, 72-43 | Parciales: 61-29, 72-43 | Forum de Valencia, Valencia |  |

| 19 de mayo de 1991          | Argentina                   | 86 - 78                     | Colombia                    |  |
| Reporte                     |                             |                             |                             |  |
| Parciales: 45 - 33, 41 - 45 | Parciales: 45 - 33, 41 - 45 | Parciales: 45 - 33, 41 - 45 | Forum de Valencia, Valencia |  |

| 20 de mayo de 1991          | Venezuela                   | 87 - 65                     | Colombia                    |  |
| Reporte                     |                             |                             |                             |  |
| Parciales: 47 - 31, 40 - 34 | Parciales: 47 - 31, 40 - 34 | Parciales: 47 - 31, 40 - 34 | Forum de Valencia, Valencia |  |

| 20 de mayo de 1991          | Uruguay                     | 74 - 58                     | Perú                        |  |
| Reporte                     |                             |                             |                             |  |
| Parciales: 38 - 31, 36 - 27 | Parciales: 38 - 31, 36 - 27 | Parciales: 38 - 31, 36 - 27 | Forum de Valencia, Valencia |  |

| 20 de mayo de 1991          | Brasil                      | 102 - 89                    | Argentina                   |  |
| Reporte                     |                             |                             |                             |  |
| Parciales: 37 - 48, 65 - 41 | Parciales: 37 - 48, 65 - 41 | Parciales: 37 - 48, 65 - 41 | Forum de Valencia, Valencia |  |

| 20 de mayo de 1991          | Ecuador                     | 84 - 75                     | Paraguay                    |  |
| Reporte                     |                             |                             |                             |  |
| Parciales: 43 - 35, 41 - 40 | Parciales: 43 - 35, 41 - 40 | Parciales: 43 - 35, 41 - 40 | Forum de Valencia, Valencia |  |

| 21 de mayo de 1991          | Brasil                      | 139 - 65                    | Perú                        |  |
| Reporte                     |                             |                             |                             |  |
| Parciales: 74 - 22, 65 - 43 | Parciales: 74 - 22, 65 - 43 | Parciales: 74 - 22, 65 - 43 | Forum de Valencia, Valencia |  |

| 21 de mayo de 1991          | Colombia                    | 78 - 63                     | Paraguay                    |  |
| Reporte                     |                             |                             |                             |  |
| Parciales: 38 - 43, 40 - 20 | Parciales: 38 - 43, 40 - 20 | Parciales: 38 - 43, 40 - 20 | Forum de Valencia, Valencia |  |

| 21 de mayo de 1991          | Uruguay                     | 100 - 76                    | Ecuador                     |  |
| Reporte                     |                             |                             |                             |  |
| Parciales: 61 - 39, 39 - 37 | Parciales: 61 - 39, 39 - 37 | Parciales: 61 - 39, 39 - 37 | Forum de Valencia, Valencia |  |

| 21 de mayo de 1991          | Venezuela                   | 83 - 91                     | Argentina                   |  |
| Reporte                     |                             |                             |                             |  |
| Parciales: 43 - 50, 40 - 41 | Parciales: 43 - 50, 40 - 41 | Parciales: 43 - 50, 40 - 41 | Forum de Valencia, Valencia |  |

| 23 de mayo de 1991          | Argentina                   | 91 - 63                     | Perú                        |  |
| Reporte                     |                             |                             |                             |  |
| Parciales: 38 - 28, 53 - 35 | Parciales: 38 - 28, 53 - 35 | Parciales: 38 - 28, 53 - 35 | Forum de Valencia, Valencia |  |

| 23 de mayo de 1991          | Brasil                      | 132 - 75                    | Paraguay                    |  |
| Reporte                     |                             |                             |                             |  |
| Parciales: 66 - 36, 66 - 39 | Parciales: 66 - 36, 66 - 39 | Parciales: 66 - 36, 66 - 39 | Forum de Valencia, Valencia |  |

| 23 de mayo de 1991          | Uruguay                     | 91 - 70                     | Colombia                    |  |
| Reporte                     |                             |                             |                             |  |
| Parciales: 47 - 39, 44 - 31 | Parciales: 47 - 39, 44 - 31 | Parciales: 47 - 39, 44 - 31 | Forum de Valencia, Valencia |  |

| 23 de mayo de 1991          | Venezuela                   | 102 - 57                    | Ecuador                     |  |
| Reporte                     |                             |                             |                             |  |
| Parciales: 40 - 23, 62 - 34 | Parciales: 40 - 23, 62 - 34 | Parciales: 40 - 23, 62 - 34 | Forum de Valencia, Valencia |  |

| 24 de mayo de 1991          | Colombia                    | 70 - 46                     | Perú                        |  |
| Reporte                     |                             |                             |                             |  |
| Parciales: 40 - 28, 30 - 18 | Parciales: 40 - 28, 30 - 18 | Parciales: 40 - 28, 30 - 18 | Forum de Valencia, Valencia |  |

| 24 de mayo de 1991          | Argentina                   | 94 - 73                     | Ecuador                     |  |
| Reporte                     |                             |                             |                             |  |
| Parciales: 48 - 35, 46 - 38 | Parciales: 48 - 35, 46 - 38 | Parciales: 48 - 35, 46 - 38 | Forum de Valencia, Valencia |  |

| 24 de mayo de 1991          | Uruguay                     | 104 - 71                    | Paraguay                    |  |
| Reporte                     |                             |                             |                             |  |
| Parciales: 53 - 41, 51 - 30 | Parciales: 53 - 41, 51 - 30 | Parciales: 53 - 41, 51 - 30 | Forum de Valencia, Valencia |  |

| 24 de mayo de 1991          | Venezuela                   | 96 - 89                     | Brasil                      |  |
| Reporte                     |                             |                             |                             |  |
| Parciales: 48 - 50, 48 - 39 | Parciales: 48 - 50, 48 - 39 | Parciales: 48 - 50, 48 - 39 | Forum de Valencia, Valencia |  |

| 25 de mayo de 1991          | Brasil                      | 108 - 102                   | Uruguay                     |  |
| Reporte                     |                             |                             |                             |  |
| Parciales: 49 - 50, 59 - 52 | Parciales: 49 - 50, 59 - 52 | Parciales: 49 - 50, 59 - 52 | Forum de Valencia, Valencia |  |

| 25 de mayo de 1991          | Argentina                   | 102 - 57                    | Paraguay                    |  |
| Reporte                     |                             |                             |                             |  |
| Parciales: 60 - 47, 58 - 54 | Parciales: 60 - 47, 58 - 54 | Parciales: 60 - 47, 58 - 54 | Forum de Valencia, Valencia |  |

| 25 de mayo de 1991          | Venezuela                   | 108 - 45                    | Perú                        |  |
| Reporte                     |                             |                             |                             |  |
| Parciales: 56 - 29, 52 - 16 | Parciales: 56 - 29, 52 - 16 | Parciales: 56 - 29, 52 - 16 | Forum de Valencia, Valencia |  |

| 25 de mayo de 1991          | Colombia                    | 88 - 70                     | Ecuador                     |  |
| Reporte                     |                             |                             |                             |  |
| Parciales: 41 - 29, 47 - 41 | Parciales: 41 - 29, 47 - 41 | Parciales: 41 - 29, 47 - 41 | Forum de Valencia, Valencia |  |

### Final
| 26 de mayo de 1991                  | Venezuela                           | 122 - 121                           | Brasil                      |  |
| Reporte                             |                                     |                                     |                             |  |
| Parciales: 47 - 60, 65 - 52, 10 - 9 | Parciales: 47 - 60, 65 - 52, 10 - 9 | Parciales: 47 - 60, 65 - 52, 10 - 9 | Forum de Valencia, Valencia |  |

| Bandera de Venezuela |
| Campeón Venezuela    |
| 1.er título          |

## Estadísticas

### Posiciones globales
|                   | Equipo    | Pts | PG | PP | PF  | PC  | Dif  | Pct   |
| ----------------- | --------- | --- | -- | -- | --- | --- | ---- | ----- |
| Medalla de oro    | Venezuela | 15  | 7  | 1  | 794 | 607 | 187  | 0.875 |
| Medalla de plata  | Brasil    | 14  | 6  | 2  | 934 | 693 | 241  | 0.750 |
| Medalla de bronce | Argentina | 13  | 6  | 1  | 664 | 583 | 81   | 0.857 |
| 4                 | Uruguay   | 11  | 4  | 3  | 634 | 571 | 63   | 0.571 |
| 5                 | Colombia  | 10  | 3  | 4  | 521 | 553 | −32  | 0.429 |
| 6                 | Ecuador   | 9   | 2  | 5  | 516 | 653 | −137 | 0.286 |
| 7                 | Paraguay  | 8   | 1  | 6  | 538 | 692 | −154 | 0.143 |
| 6                 | Perú      | 7   | 0  | 7  | 411 | 660 | −249 | 0.000 |

## Marcas
| Más puntos en un partido              | 243 | 122 - 121 | Venezuela | Brasil |
| Menos puntos en un partido            | 116 | 70 - 46   | Colombia  | Perú   |
| Más puntos en un partido (ganador)    | 139 | 139 - 65  | Brasil    | Perú   |
| Menos puntos en un partido (perdedor) | 45  | 108 - 45  | Venezuela | Perú   |
| Mayor victoria                        | +74 | 139 - 65  | Brasil    | Perú   |